# Piazza Solferino (Torino)
Piazza Solferino è una grande piazza del centro storico di Torino, limitata da via Pietro Micca, via Santa Teresa e via Cernaia da una parte, nonché da via dell'Arcivescovado dall'altra. La piazza si presenta piuttosto stretta e lunga e rappresenta il punto d'inizio di corso Re Umberto.
Prende il nome dal comune di Solferino in provincia di Mantova, dove avvenne l'importante battaglia che il 24 giugno 1859, vide la vittoria delle truppe franco-piemontesi contro gli austriaci durante la seconda guerra d'indipendenza italiana.

## Storia
La piazza, che fino all'età napoleonica fu conosciuta come la piazza del mercato del legno, altrimenti detta piazza del bosco, poi ancora Piazza dei combustibili, era inizialmente di forma irregolare. Posta alla periferia della città ottocentesca, ne delimitava i confini meridionali dell'antico castrum romano (ovvero l'attuale via Cernaia).

Prima del progetto di via Pietro Micca (1853-1855), sulla piazza si affacciavano vari edifici eterogenei, con tettoie, bassi fabbricati e cinta a protezione di orti e giardini privati. Dopo la presentazione di alcuni progetti, la versione definitiva ancor visibile oggi fu quella del 1853, ad opera dell'architetto Carlo Promis.  Successive furono invece le aiuole centrali, in corrispondenza di via Alfieri, allestite soltanto nel 1870.

Inizialmente il lato occidentale della piazza si allargava ancora nell'allora "Piazza Venezia", oggi inesistente e di cui pochi resti rimangono i giardini di Via Bertolotti: questo isolato infatti, fu popolato di edifici intorno al 1863-1868, dei quali il più noto è il Palazzo dei Telefoni di via Meucci, che oggi ospita anche l'Agenzia del Territorio.

## Palazzi e opere

### Teatro Alfieri
Sempre sul lato nord, è uno dei più celebri teatri della città. Venne costruito nel 1855-1859 dai disegni di Lorenzo ed il figlio Barnaba Panizza, ma fu distrutto da un violento incendio il 5 gennaio 1858, e ricostruito lo stesso anno. Inaugurato quindi il 22 agosto 1860, subì altri incendi nel 1863, nel 1868, nel 1927. Distrutto nel 1942 in un bombardamento durante la seconda guerra mondiale, fu ancora ricostruito seguendo i disegni originari.
Alla sua destra, all'angolo di via Cernaia, la facciata ottocentesca della casa dove abitò il suo architetto, Barnaba Panizza.

### Fontana Angelica
Inaugurata il 28 ottobre 1930 dai vicepodestà Pietro Gianolio ed Euclide Silvestri dopo una vicenda decennale, è costituita da quattro imponenti gruppi di statue che si richiamano alle quattro stagioni. Fu voluta dal sindaco Riccardo Cattaneo, grazie al finanziamento per legato testamentario del ministro plenipotenziario del re Paolo Bajnotti (1842-1919), e prese il nome di sua madre Angelica Cugiani Bajnotti. Secondo le disposizioni testamentarie la fontana avrebbe dovuto essere neogotica e posta avanti al Duomo. La commissione appositamente incaricata di avviare il concorso, formata da Carlo Francesetti di Mezzenile, Leonardo Bistolfi, Giovanni Chevalley, Edoardo Rubino ed Enrico Thovez, scartò queste indicazioni per identificare la testata della piazza Solferino come luogo urbanisticamente più adatto, favorito anche dalle alberate retrostanti. Al concorso di primo grado parteciparono 51 scultori e risultò favorito Guido Bianconi, allievo di Bistolfi. La prova di secondo grado vide emergere i bozzetti di Giovanni Riva, anche lui collaboratore di Bistolfi; quello dedicato alle Stagioni, che prevedeva quattro giganteschi gruppi in bronzo, posti su un basamento di sienite della Balma ad elementi architettonici curvi, vinse il terzo grado di concorso e lo scultore ebbe assegnata l'opera il 2 agosto 1921. Dopo alcune modifiche secondarie il lavoro gli fu assegnato definitivamente il 31 ottobre dello stesso anno. Le sculture, elaborate in gesso nella palestra della scuola Silvio Pellico di via Madama Cristina e poi fuse, giunsero sui basamenti a rilento; i gruppi dell'Autunno e dell'Inverno sono datati nel bronzo al 1926, quelli della Primavera e dell'Estate rispettivamente al 1928 ed al 1929. Con quest'opera, Riva portò a Torino, per la prima volta, riferimenti alle novità della scultura parigina posteriore ad Auguste Rodin, in particolare ad Aristide Maillol e a Émile-Antoine Bourdelle. Purtroppo, il forte ritardo nella realizzazione, ne smorzò in parte l'impatto culturale.
- Primavera: statua femminile sul lato inferiore orientale esterno, ha in grembo un nido di uccellini e un bimbo con uno stormo di rondini.
- Estate: statua femminile sul lato inferiore occidentale esterno, ha in grembo delle spighe, e al fianco un bimbo con una ghirlanda di frutti.
- Autunno: statua maschile, versa acqua da un'anfora romana.
- Inverno: statua maschile, versa acqua da un otre.
- Nella vasca, dodici mascheroni con i segni zodiacali.

### Statua equestre di Ferdinando di Savoia-Genova

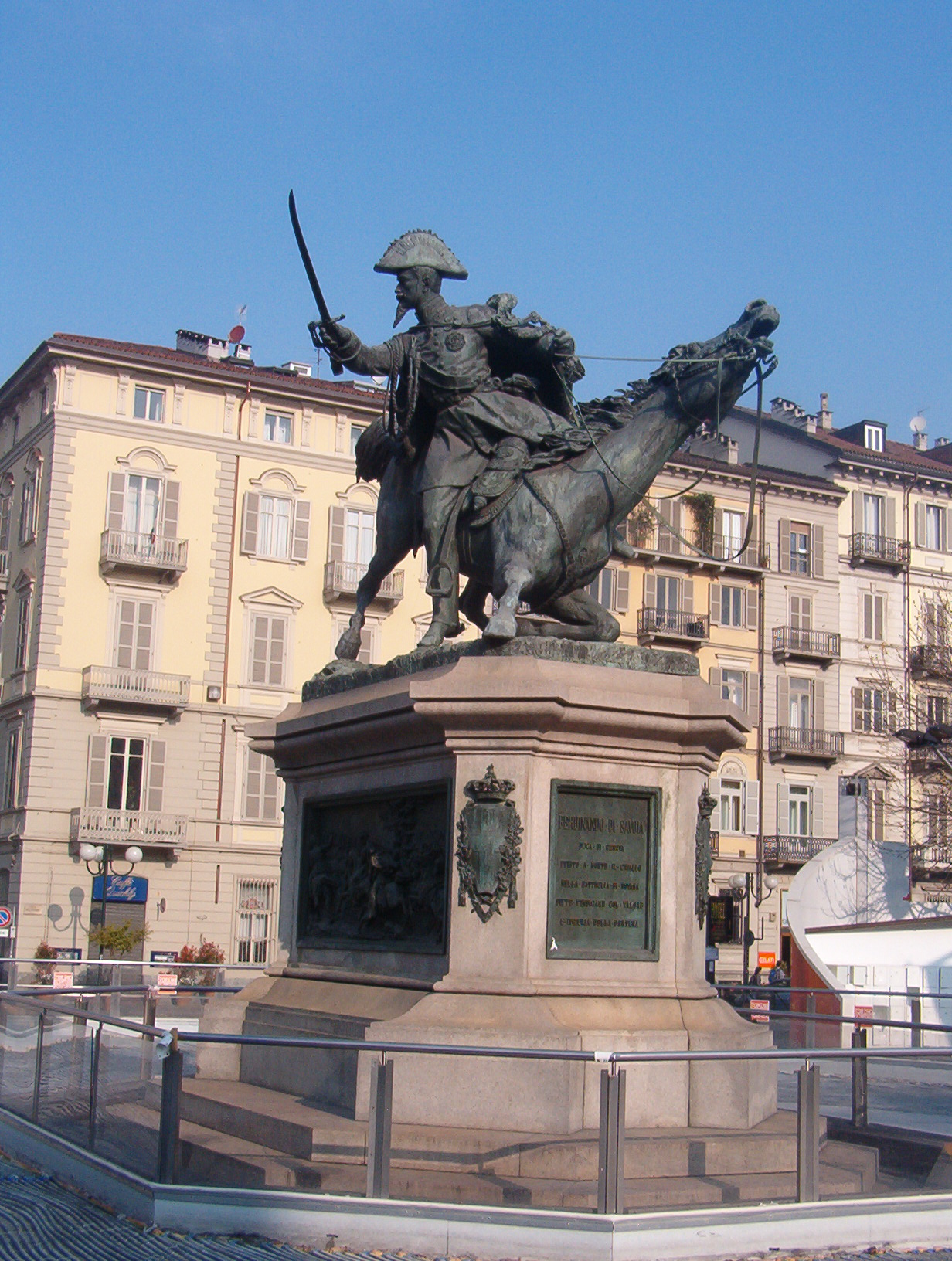
Il monumento equestre dedicato a Ferdinando di Savoia-Genova

Lo si può ammirare al centro alla piazza, fu costruito in bronzo nel 1877 dallo scultore Alfonso Balzico, e dedicato a Ferdinando di Savoia duca di Genova, raffigurato con la spada sguainata e il cavallo ferito, in ricordo della sanguinosa battaglia di Novara (detta "della Bicocca") del 23 marzo 1849, in strenua difesa dall'invasione austriaca durante la prima guerra di indipendenza italiana. La targa anteriore riporta il testo

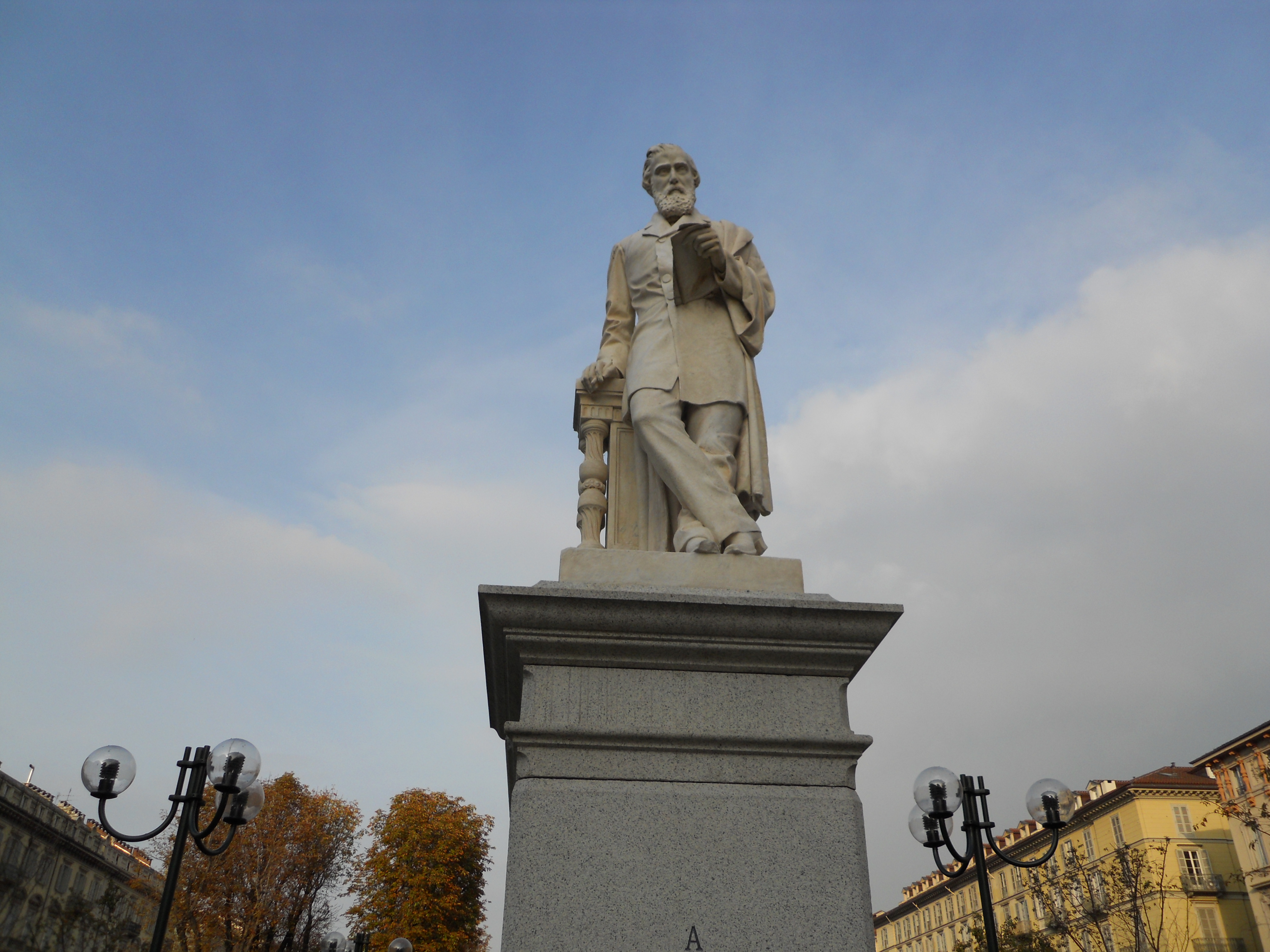
Monumento a Giuseppe La Farina

FERDINANDO DI SAVOIA

Duca di Genova 

ferito a morte il cavallo 

nella battaglia di Novara

seppe vendicare col valore

La targa posteriore recita

re d'Italia

testimone delle prodezze fraterne

con memore affetto

eresse

### Statua di Giuseppe La Farina
Poco distante, la statua intera dedicata al patriota risorgimentale, l'esule messinese Giuseppe La Farina (1815-1863), che contribuì all'unificazione nazionale. Fu eretta nel 1884, ad opera dello scultore Michele Auteri-Pomar.

### Palazzo di via Alfieri 19
Sul lato est della piazza, eretto tra via Alfieri e via Lascaris in sobrio stile liberty torinese, pare ospitasse esponenti della massoneria dell'Ottocento, come si evince anche dai simboli sul portone principale.

### Palazzo Ceriana
Sempre sul lato est della piazza, all'angolo con via Arcivescovado, questo signorile palazzo fu opera dell'architetto Carlo Ceppi nel
1870 e destinato ai nobili Ceriana-Mayneri, banchieri dell'industria della seta.

### Palazzo Generali Venezia
Oltre il limite settentrionale della piazza, alla confluenza di via Botero con il portico di via Cernaia, fu costruito in stile liberty torinese nel 1907, su progetto di Pietro Fenoglio, con ricche decorazioni nella cornice superiore.

### Palazzo Fiorina
Anch'esso oltre il limite settentrionale della piazza, in realtà dà l'inizio di via Pietro Micca, concepito da Carlo Ceppi nel 1860 e finanziato dalla ricca famiglia Fiorina, è un condominio rossiccio a tre piani, con ricche decorazioni tra il liberty torinese e il tardo-barocco, più eleganti porticati con capitelli neoclassici.
All'angolo con via Botero, storico locale fu il Bar Birreria Voigt, poi divenuto Bar Norman, dove fu costituita per la prima volta, nel 1906, la squadra del Torino Football Club.

### Torre Solferino
Detta anche Casa Alta, fu eretta tra la Via Pietro Micca e Via Santa Teresa (lato nord-est della piazza), in sostituzione di un preesistente palazzo signorile costruito dal Ceppi e distrutto l'8 dicembre 1942, durante i bombardamenti della seconda guerra mondiale. La costruzione della Torre Solferino risale al 1950, su progetto di Gualtiero Casalegno (1912-1999), alta 50 metri e costituita da 15 piani fuori terra.

### Opere recenti
All'inizio del 2004 fu inaugurato Atrium, un doppio padiglione progettato da Giorgetto Giugiaro, in occasione dei XX Giochi olimpici invernali; a seguito di polemiche circa l'opportunità di provvedere all'eliminazione di almeno uno dei due padiglioni, ormai caduti in disuso e fortemente degradati, nel corso del 2010 furono totalmente smantellati entrambi e fu realizzato un parcheggio sotterraneo. 

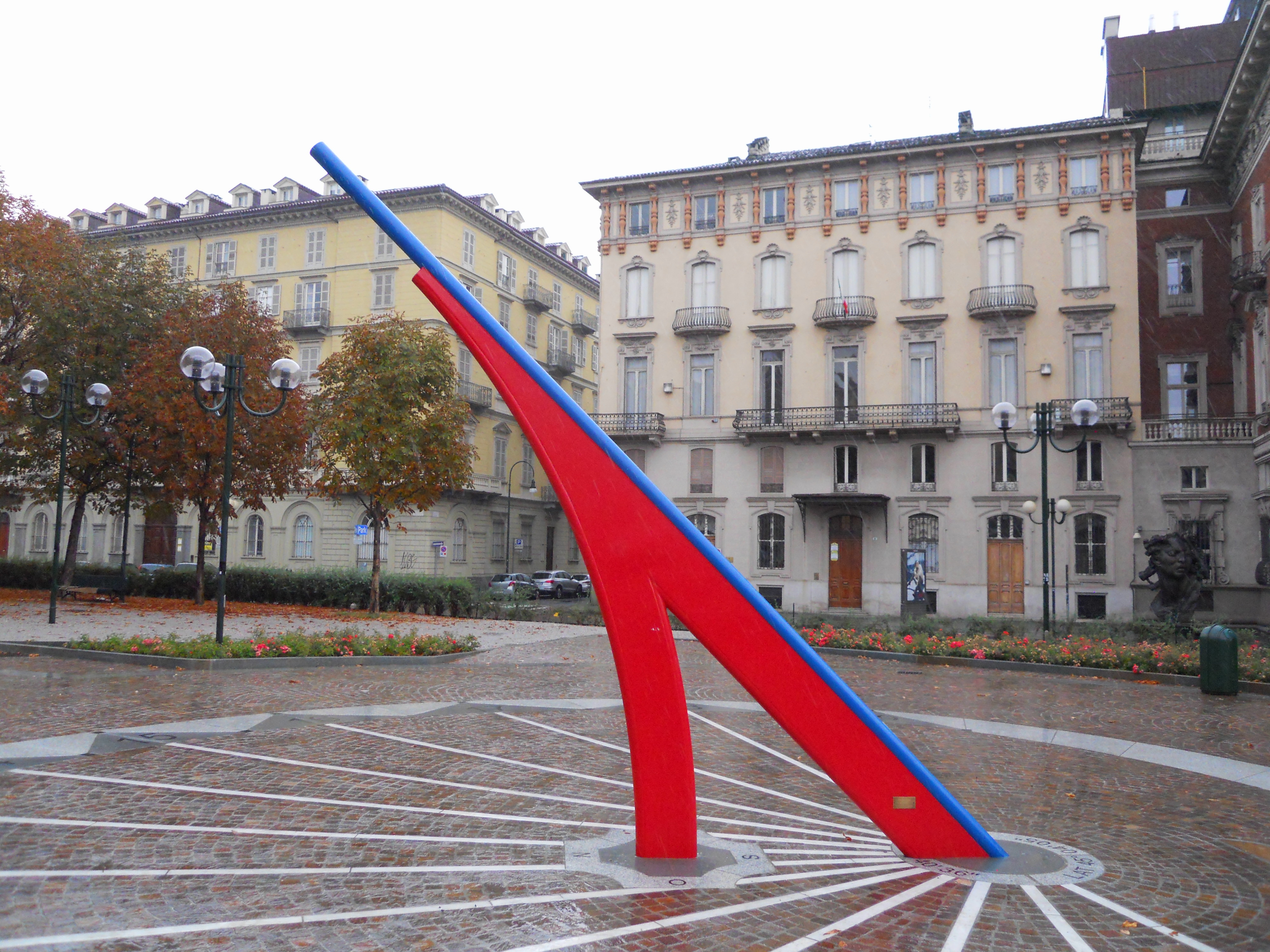
La nuova meridiana di Lucio Morra (2013)

Ultimati i lavori, il Comune inaugurò la nuova piazza il 16 giugno 2013 e, nell'occasione, fu ricollocato il monumento a La Farina, restaurato dopo essere stato rimosso nel 2003.
 Alla nuova pavimentazione in cubetti di porfido, fu inserita al suolo una meridiana colorata, opera di Lucio Morra. Parallelamente, un volto di bronzo di 4 metri chiamato "Hoy es hoy" (Oggi è oggi), opera contemporanea del messicano Javier Marin, fu collocato all'angolo con Palazzo Ceriana; dono della famiglia Giubergia, il volto, con i tratti femminili, rappresenta l'aspetto intellettuale e quello emotivo dell'umanità.

### Area verde
L'area verde al centro della piazza, ristrutturata nel 2013, è stata intitolata il 30 marzo 2016 dal Comune di Torino ad Alfredo Frassati, direttore del quotidiano La Stampa dal 1900 al 1926, nonché senatore del Regno d'Italia e della Repubblica Italiana.

#### Piazza Solferino n. 20
Prima sede del giornale La Stampa - Dimora di Piergiorgio Frassati - : è presente una targa commemorativa.

## Curiosità
Piazza Solferino è stata l'ambientazione di molte scene del film La seconda volta (1995), del regista torinese d'adozione Mimmo Calopresti.